# Liste der badischen Gesandten in Preußen

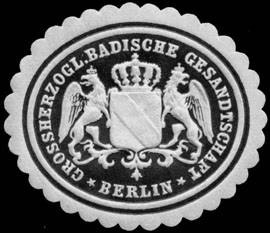
Siegelmarke der Gesandtschaft

Dies ist eine Liste der badischen Gesandten in Preußen. Die Badische Gesandtschaft wurde während der Weimarer Republik in Vertretung beim Reich umbenannt und 1932 aufgelöst.  

## Gesandte
1777: Aufnahme diplomatischer Beziehungen
- 1777–1783: Ludwig Georg von Reckert
- 1784–1798: Johann Carl Conrad Oelrichs (1722–1799)

...
- 1815–1817: unbesetzt
- 1817–1821: Karl Ludwig Christian Wilhelm Heinrich Franz von Stockhorn von Starein (1773–1843)[1]
- 1821–1826: Wilhelm von Meyern (1733–1826)
- 1826–1847: Carl Ludwig von Franckenberg-Ludwigsdorff (–1849)
- 1848–1849: unbesetzt
- 1850–1851: Ludwig von Porbeck (1805–1851)
- 1851–1856: Wilhelm Rivalier von Meysenbug (1813–1866)
- 1856–1864: Adolf Marschall von Bieberstein (1806–1891)
- 1864–1883: Hans von Türckheim zu Altdorf (1814–1912)
- 1883–1890: Adolf Marschall von Bieberstein (1806–1891)
- 1890–1893: Arthur von Brauer (1845–1926)
- 1893–1903: Eugen von Jagemann (1849–1926)
- 1903–1915: Siegmund Theodor von Berckheim (1851–1927)
- 1915–1925: Friedrich Nieser (1861–1945)
- 1926–1931: Franz Xaver Honold (1881–1939)
- 1931–1932: Hermann Fecht (1880–1952)

1932: Auflösung der Gesandtschaft